# Нетеплова плазма
Нетеплова плазма, холодна плазма або нерівноважна плазма — це плазма, яка не перебуває в термодинамічній рівновазі, оскільки температура електронів набагато вища, ніж температура важких частинок (іонів і нейтралів). Оскільки термалізуються лише електрони, їхній розподіл швидкостей Максвелла-Больцмана сильно відрізняється від розподілу швидкостей йонів.. Якщо одна зі швидкостей виду не відповідає розподілу Максвелла-Больцмана, плазма вважається немаксвелівською.
Різновидом звичайної нетеплової плазми є пара ртуті у люмінесцентній лампі, де «електронний газ» досягає температури 20 000 K (19 700 °C; 35 500 °F), тоді як решта газу, іони та нейтральні атоми, залишається ледь вищою за кімнатну температуру, тому під час роботи лампи можна навіть торкатися руками.